# Кватернізація
Кватернізація (рос. кватернизация, англ. quaternization) — перетворення сполук елементів 15 групи (N, P, As, Sb), атоми яких мають вільну електронну пару, в четвертинні солі при взаємодії з реагентами типу RX (Х — аніоноїдна група, пр., галоген, тозилат тощо), де ці атоми стають позитивно зарядженими. У таких солях алкільний замісник здатний термічно переноситись всередині- або міжмолекулярно на інший, основніший гетероатом.
R3N + RHlg →R4N+Hlg–

При аналогічній взаємодії в ряду гетероароматичних сполук, таких як піридини, цей термін стає умовним, оскільки атом N у катіоні піридинію набуває значною мірою характеру пірольного атома: